# Petra Zeitz
Petra Zeitz (* 28. Dezember 1967 in Wesseling) ist eine deutsche Autorin und Historikerin.

## Leben
Petra Zeitz arbeitete zwischen 1992 und 1996 als Pressemanagerin für die damalige EMI Germany unter der Leitung von Erwin Bach. Anschließend war sie Managerin der Kölner Rockband Brings und zwischen 2000 und 2001 im Management des Schlagersängers Guildo Horn tätig.
Seit 2002 hat sie sich auf den Tourismus konzentriert. Nach langjähriger Tätigkeit im Marketingbereich absolvierte sie die Zusatzausbildung zur Diplom-Reiseleiterin. Es folgten zahlreiche Einsätze bei Studienreisen weltweit. In Finnland studierte Zeitz zwischen 2000 und 2005 in Kuopio, Jyväskylä und Helsinki nordische Geschichte.
Mehrere Jahre war sie in der Antarktis als Historikerin auf Expeditionsschiffen tätig. Sie hielt Vorträge und betreute die Anlandungen und Ausflüge auf dem antarktischen Kontinent. Darunter war sie auch anwesend auf der Reise der MV Nordkapp 2007, die in der Caldera von Deception Island auf Grund lief.
Seit 2005 ist Zeitz regelmäßig als Lektorin für Länderkunde und Geschichte weltweit auf Kreuzfahrtschiffen unterwegs, hauptsächlich auf Routen im Mittelmeer. Seit 2018 veröffentlicht Zeitz hauptsächlich Bewertungen und Testberichte für internationale Online-Casinos und arbeitet im Online-Marketing für GIG Gaming Innovation Group, eine norwegische Firma mit Sitz in Malta.
Zeitz veröffentlichte zehn deutschsprachige Biografien im Musik Bereich, u. a. über Paul McCartney, Dire Straits, Bruce Springsteen, Joe Cocker, Genesis und Phil Collins. In den USA erschien 1992 ihr Buch Rock Star Interviews mit Gesprächen, die sie mit Musikern geführt hatte. Ein Bestseller der Autorin war das 1991 erschienene Buch über die Dire Straits. 
2022 erschien ein Kurzwerk über die Geschichte von Glücksspiel und dessen Legitimation.
Zeitz lebt auf Malta.

## Veröffentlichungen
- Dire Straits. Moewig, Rastatt 1991, ISBN 3-8118-3082-1.
- Bruce Springsteen. Moewig, Rastatt 1991, ISBN 3-8118-3081-3.
- Genesis. Moewig, Rastatt 1992, ISBN 3-8118-3902-0.
- Rock Star Interviews. McFarland & Co Inc, Jefferson 1993, ISBN 0-89950-898-7.
- Joe Cocker. Lübbe, Bergisch Gladbach 1993, ISBN 3-404-61256-6.
- Phil Collins. Lübbe, Bergisch Gladbach 1993, ISBN 3-404-61207-8.
- Paul McCartney, Leben und Musik. Henschel Verlag, Berlin 1997, ISBN 3-89487-014-1.

| Personendaten    | Personendaten                     |
| ---------------- | --------------------------------- |
| NAME             | Zeitz, Petra                      |
| KURZBESCHREIBUNG | deutsche Autorin und Historikerin |
| GEBURTSDATUM     | 28. Dezember 1967                 |
| GEBURTSORT       | Wesseling                         |